# Ланселот-Грааль

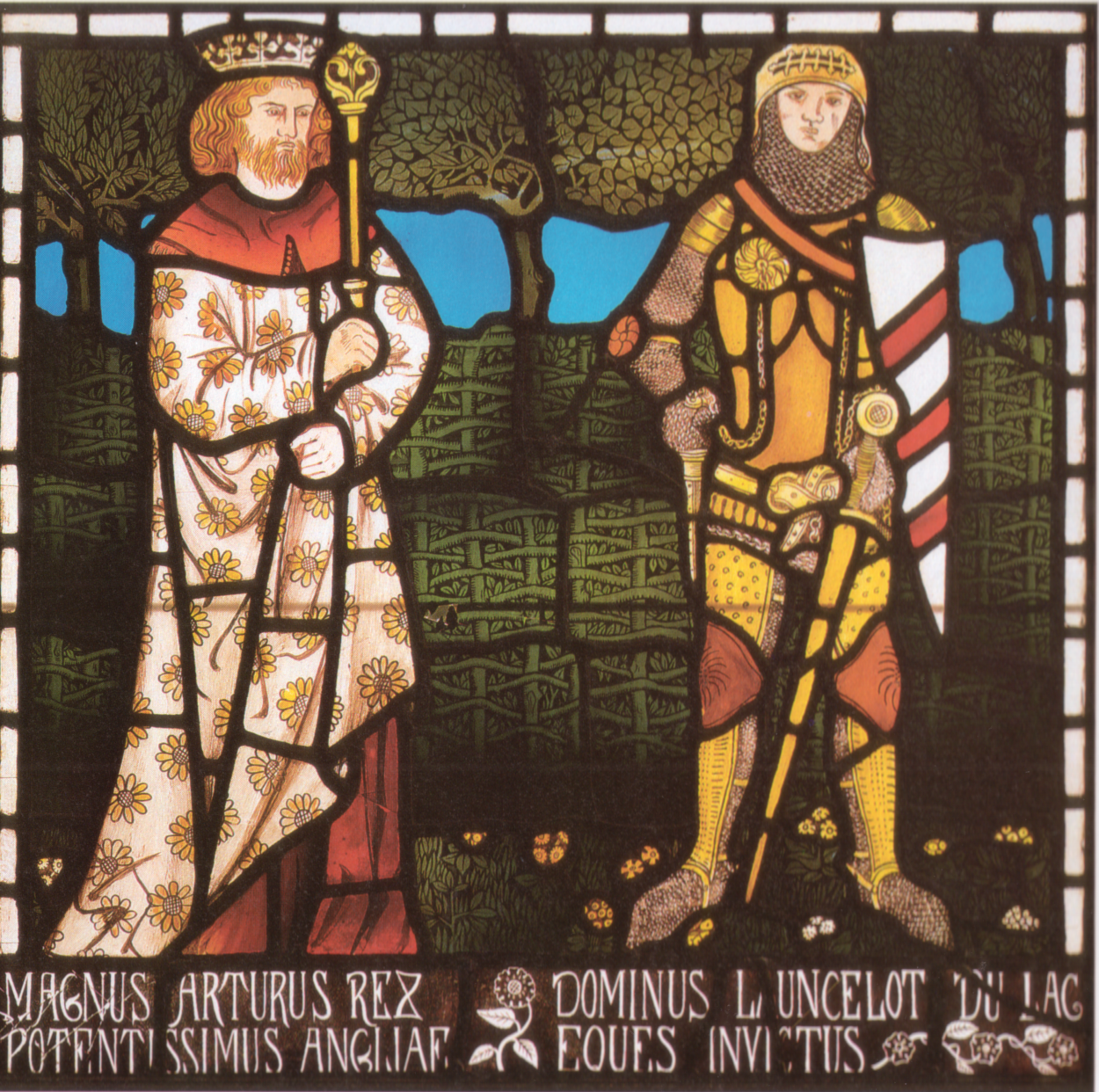
Король Артур і сер Ланселот. Вітражі Вільяма Морріса, Бредфордська художня галерея.

"Ланселот-Грааль", також "Ланселот прозою", або "Вульгата" — серія з п'яти лицарських романів у прозі, старофранцузькою мовою, куди увійшли "Історія Грааля", "Роман про Мерліна", "Книга про Ланселота Озерного", "Пошуки Святого Грааля", "Смерть короля Артура". Складаючись в єдине ціле, ці частини є автономними творами. Раніше приписувався Вальтеру Мапу, зараз вважаються анонімними ("Мерлін", попри це, приписується Роберу де Борону).
"Ланселот-Грааль" є найзначнішим і найоб'ємнішим прозаїчним циклом, пов'язаним з артурівськими легендами (йому передував інший цикл, зазвичай іменований фахівцями «циклом Персеваля» або «циклом псевдо-Борона», а невдовзі після його завершення з'явилася «Пост-Вульгата», що була його істотним та дещо скороченим переопрацюванням), розвиваючи твори Робера де Борона та Кретьєна де Труа. Він став одним з основних джерел «Смерті Артура» 
Томаса Мелорі, а також вплинув на створення анонімними авторами роману «Трістан прозою».
Цикл був створений близько 1230 р., причому перші дві його частини — "Історія Грааля" і "Мерлін" — найпізніші.
Основному персонажеві Ланселоту відведено перші три романи циклу:
- "Книга про Ланселота Озерного", або "Ланселот прозою" (фр. Lancelot en prose), близько 1215-1235;
- "Пошуки Святого Грааля" (фр. La queste del saint Graal), 1225-1230;
- "Смерть короля Артура" (фр. La mort le roi Artu), близько 1230.

Пізніше до них додано ще два романи ("приквели"), що розповідають про попередні події — історію створення королівства Артура до народження Ланселота:
- "Історія Святого Грааля" (фр. L'estoire del sant Graal), близько 1230-1235;
- "Роман про Мерліна" прозою (фр. Le roman de Merlin en prose), 1200-1210.

До початку XX століття ці дві додані частини циклу приписувалися Вальтеру Мапу, оскільки в деяких манускриптах є посилання на його авторство. В даний час авторство Мапа не вважається достовірним через розбіжності між датуваннями смерті письменника і створення романів: Мап помер раніше від появи приписуваних йому творів.
Всі наведені назви умовні, оскільки кожний з романів зберігся у численних рукописних версіях і фрагментах під різноманітними назвами (наприклад, в рукописі ms. BnF, fr. 751 фрагмент роману має титул La chevance de Galaad, хоча умовною загальноприйнятою назвою роману є La queste del saint Graal).

## Книга про Ланселота Озерного

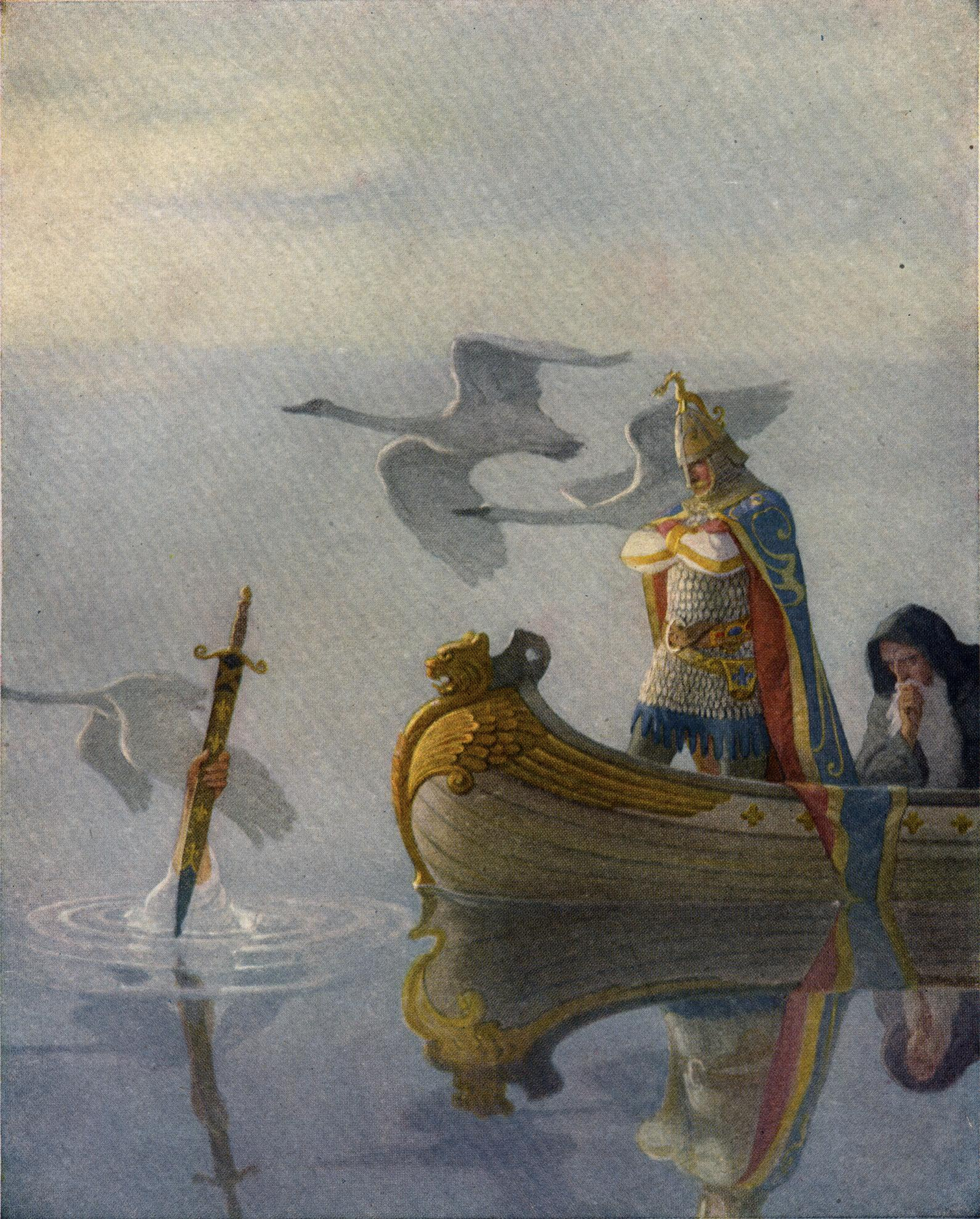
Артур отримав Екскалібур від Володарки Озера

У "Книзі про Ланселота Озерного" можна виділити кілька частин. Це три "малі" романи, що складають особливий субцикл. Природно, у них немає автентичних назв (як взагалі у більшості пам'яток середньовічної літератури), і їх називають умовно "Романом про Галеота", "Романом про воза" і "Романом про Агравейн" (останній в науковій літературі називають також "Підготовкою пошуків Грааля"). Перед нами твір дуже великий, з великим числом персонажів, а отже й сюжетних ліній, що розвиваються паралельно і переплітаються між собою, але в цій на перший погляд хаотичній оповідній масі проглядає чіткий і продуманий розрахунок. Книга єдина за своїм задумом. Але єдність твору не приводить його до одноманітності і спрощеності.
На першому плані, крім Ланселота, постійно знаходяться Галеот з Сорелуа, найближчий друг протагоніста, кузен Ланселота Ліонель, а також зведений брат героя Ектор, прозваний Білим Лицарем, відважний Бодемагюс, благородний і цнотливий Боор і т. д. Розпадання артурівського лицарського братства на два ворогуючі клани — Ґовена і Ланселота — в цьому романі лише вгадується.
По ходу розповіді драматизм ситуацій все наростає, дедалі більше персонажів (нехай другорядних і тим самим етично нейтральних) гине, дедалі більше з'являється описів всяких беззаконь, насильств, убивств. І ще наростає в книзі тривожне передчуття трагічного кінця, який передбачений артурівському королівству. Про рокову зраду Мордреда тут ще не розказано, але вона вже передчувається, хоча він виступає у романі як повноправний член артурівського братства.

## Пошуки Святого Грааля

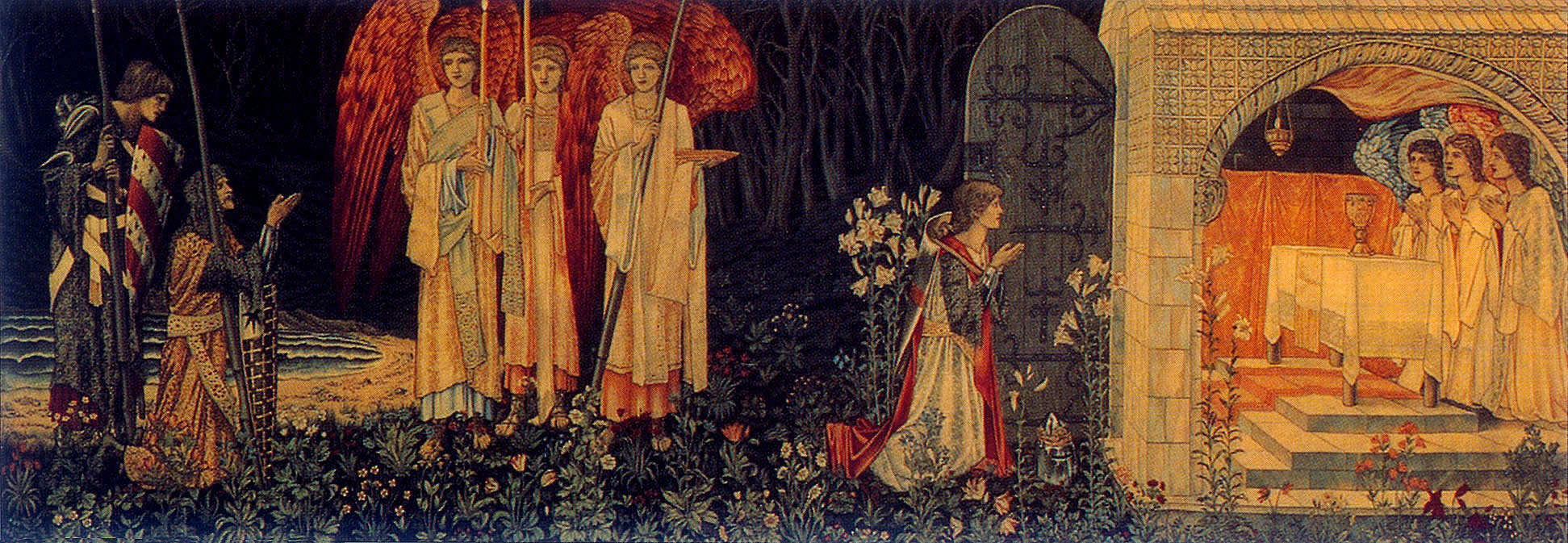
Ґалахад, Боор і Персіваль з Граалем

У наступному романі сцен сповіді й покаяння нітрохи не менше, ніж сцен посвячення в лицарі або описів турнірів. Після важкої внутрішньої боротьби Ланселот визнає гріховність свого кохання до королеви й відмовляється від цієї пристрасті. Тому йому вдається побачити чудовий Грааль. Але володіти святинею дано іншим. Перший серед трьох обранців — Ґалахад, син Ланселота і дочки Короля-рибалки. В кінці роману Ґалахад обирається королем Сарра, куди переноситься Грааль. Там Ґалахад вмирає, оточений знаменнями й чудесами. У віддаленій обителі кінчає свої дні й інший обранець — Персеваль. Але він не зміг стати королем Грааля, хоча він також чистий, як Ґалахад. Йому доводиться випробувати чимало спокус, і найменше вагання не буде йому прощено. Третій обранець — Боор — також ледь не робить гріх хтивості, хоча його штовхає на це не сластолюбство, а жаль: закохана в нього прекрасна дівчина загрожує кинутися з високої вежі, якщо юнак не відповість на її любов. Боор вагається, і ці хвилинні сумніви вирішують його долю. Обраність Галахада пізнається в символічній сцені: лише йому вдається вийняти з піхов чудовий меч Давида; ні Боор, ні Персеваль не можуть цього зробити. У романі починає домінувати думка, що подвиг цнотливості не менш значний, ніж сутичка на списах або мечах. І замок Грааля відкривається обранцям сам собою: чудовий корабель, на палубу якого вони зійшли, спокійно пристає до його стін. Так релігійно-містичні ідеали тріумфують над куртуазними.
Сюжетні лінії, спочатку як би випадково розбрідаються в різні боки, в кінці книги з'єднуються в єдиний вузол. Грааль і кровоточивий спис підносяться на небеса. Багато героїв гинуть або тихо згасають в самоті. Втомлений Боор повертається в королівство Логр, при дворі короля Артура.

## Смерть Артура

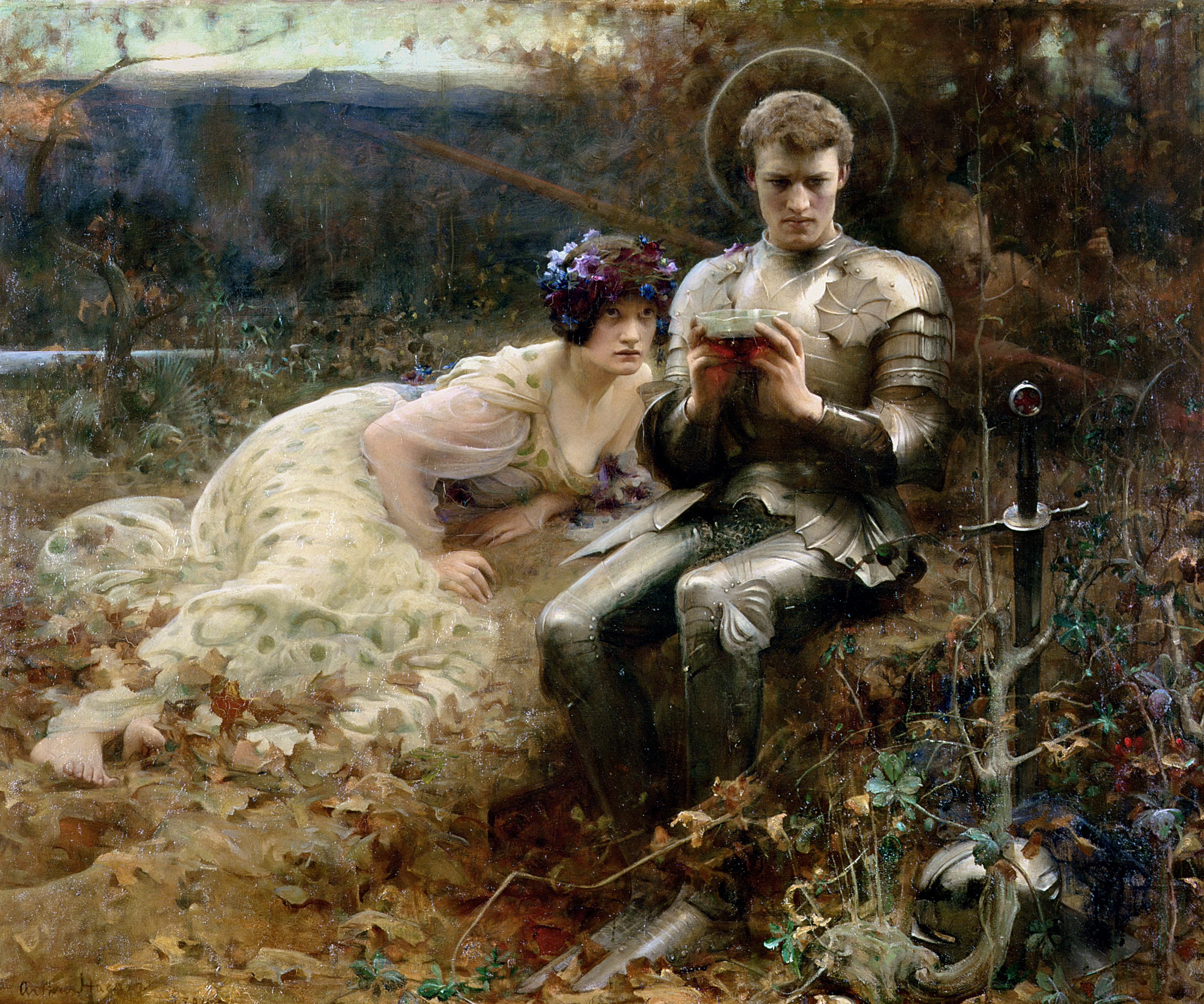
Персіваль з Граалем

Кінець артурівського королівства описаний в останньому романі циклу. Це дуже стислий твір. Оповідання як би витягнуте в одну туго натягнуту пряму, епізоди стрімко йдуть один за одним, і темп їх чергування до кінця роману все наростає, а самі епізоди стають все компактніше і коротше. Атмосфера трагічності в цій книзі ще більше згущується.
Дух підозрілості та ворожнечі, що проник у лицарське братство, ще більше посилюється, коли виявляється, що Ланселот відкинув зароки й обітниці та знову вдається до кохання з королевою. "Партія Ґовена" налаштовує проти Ланселота короля. Починається війна. Королівство короля Артура занурюється в криваву і безглузду усобицю. Гинуть Аґравейн, Ґахеріс і Ґарет (брати Ґовена). Військо короля Артура люто тримає в облозі Замок Веселої Сторожі, де сховались Ланселот з Боором і Ектором з вивезеною ними королевою. В одній із сутичок Ланселот валить на землю короля, але дарує йому життя. Настає недовге перемир'я: Артуру потрібно захистити свої землі від римлян. У цій новій війні гинуть лицарі Круглого Столу. Збираючись на цю війну, Артур робить фатальну помилку: довіряє управління своєю столицею Мордреду.
Настає кульмінаційний момент драми. Римляни відкинуті. Але племінник короля Артура Мордред (а насправді його син від кровозмісного зв'язку з сестрою) під час відсутності короля захоплює владу і примушує до співжиття королеву. У цьому випадку Джиневра залишається вірна чоловікові й шле до нього таємного гінця. Починається остання війна. Вмирає від ран Ґовен, гинуть в бою Івейн і Сагремор. Артур і Мордред в довгому поєдинку наносять один одному смертельні рани. Присмертний король прощається зі своїм мечем Екскалібуром і пливе на чарівному кораблі в країну мертвих — на острів Авалон. Ланселот і його товариші вирішують помститися синам Мордреда. У цій битві гинуть останні люди Артурового воїнства, деякі вцілілі незабаром закінчують свої дні в глухих обителях. Останнім йде з життя Боор.
Роман фактично має дві послідовні кінцівки: відхід Ґалахада у небесний Єрусалим після того, як він відкрив таємницю Грааля, і відхід смертельно пораненого Артура після того, як він кинув у озеро свій непотрібний відтепер меч. Час Ґалахада переноситься у вічність потойбічного світу; час Артура — у віртуально нескінченну тривалість невизначеності. Між обома кінцівками намічається зв'язок за аналогією, так що кожна з них дозволяє розшифрувати моральний сенс іншої.

## Зовнішні посилання
- The Lancelot-Grail Project by the University of Pittsburgh [Архівовано 11 червня 2021 у Wayback Machine.]
- British Library Virtual Exhibition of Arthurian Manuscripts: The Prose Lancelot-Grail [Архівовано 14 березня 2021 у Wayback Machine.]
- (фр.) The legend of King Arthur on the Bibliothèque Nationale de France website [Архівовано 5 липня 2009 у Wayback Machine.] ("flip-book" exhibitions: Lancelot-Graal [Архівовано 3 червня 2016 у Wayback Machine.], Histoire de Saint Graal [Архівовано 21 січня 2016 у Wayback Machine.], Histoire de Merlin [Архівовано 22 жовтня 2018 у Wayback Machine.], Le Roman de Lancelot [Архівовано 21 січня 2016 у Wayback Machine.], La Quête du Graal [Архівовано 20 березня 2016 у Wayback Machine.], La mort du roi Arthur [Архівовано 21 січня 2016 у Wayback Machine.])
- (фр.) Bibliography on the Archives de Littérature Médiévale [Архівовано 11 червня 2021 у Wayback Machine.]